# Celso Murta
Celso Claro Horta Murta (Araguari, 29 de abril de 1917 – 8 de dezembro de 1996) foi um engenheiro civil e político brasileiro.
Filho do advogado José Carlos Freire Murta e de Clara Augusta Horta Murta. Casou com Maria das Dores Neves Murta. Seu avô, Inácio Carlos Moreira Murta, foi deputado provincial no Império e deputado estadual em Minas Gerais, de 1891 a 1930. Seu primo, Osvaldo Miranda Murta, foi deputado federal por Minas Gerais entre 1983 e 1987.
Em 1943 formou-se em engenharia civil pela Escola de Engenharia da Universidade de Minas Gerais (UMG), atual Universidade Federal de Minas Gerais (UFMG).
Foi eleito deputado federal por Minas Gerais nas eleições estaduais em Minas Gerais em 1954 pelo Partido Social Democrático (PSD), assumindo a cadeira em fevereiro de 1955. Nas eleições de outubro de 1962 foi eleito suplente de deputado federal, convocado a ocupar uma cadeira na legislatura iniciada em fevereiro de 1963 em substituição ao titular José Maria Alkimim. Após o movimento político-militar de março de 1964 e a extinção dos partidos políticos determinada pelo Ato Institucional Número Dois, que extinguiu os partidos políticos e instaurou o bipartidarismo, filiou-se à Aliança Renovadora Nacional (ARENA).